# Хосе Марія Варгас
Хосе Марія Варгас (ісп. José María Vargas; 10 березня 1786 — 13 липня 1854) — двічі Президент Венесуели у 1835—1836 роках.
Здобув філософську освіту в Семінарії Трідентіно, а 1809 року йому було присуджено науковий ступінь з медицини по закінченню Центрального університету Венесуели.